# Poliščukova vila
Poliščukova vila je roubená stavba švýcarského stylu, z let 1946–1947, situovaná v Sadové ulici, v blízkosti zámku Karlova Koruna a secesní vilové čtvrti v Chlumci nad Cidlinou.

## Investor
Investorem vily byl MUDr. Petr Poliščuk, odborný lékař se specializací na plicní choroby a tuberkulózu. Pocházel z Ruska, v Chlumci nad Cidlinou se usadil v roce 1936 (1933) a v roce 1974 v tomto městě také zemřel.
Dr. Poliščuk po příchodu z Ruska do ČSR pracoval nejdříve jako dělník na silnicích. Poté byl přijat na lékařskou fakultu v Praze, po jejímž dostudování praktikoval v několika pražských nemocnicích. Při této příležitosti se také seznámil se svojí pozdější manželkou, zdravotní sestrou.
Po příchodu do Chlumce nad Cidlinou působil v tamější městské nemocnici.

## Architektura
Budova je navržena ve stylu švýcarských lidových staveb a byla vybudována v letech 1946-47. Jedná se o roubenou jednopatrovou stavbu s obytným podkrovím, vybudovanou na půdorysu tvaru T. Střecha je sedlová, s ostře tvarovaným štítem.
V roce 1991 bylo zahájeno řízení k prohlášení vily chráněnou kulturní památkou, vila nicméně památkově chráněna není, je pouze zařazena mezi tzv. architektonicky cenné stavby.

## Zajímavost
Vila byla kontrolně sestavena přímo na pile, kde byly její jednotlivé části nařezány. Teprve po kontrole stavby byly součásti opět rozebrány a na nákladních vagónech dopraveny vlakem do Chlumce nad Cidlinou, kde byla stavba již definitivně sestavena na připraveném pozemku a předána k užívání.